# Paraphyse
Les paraphyses sont des filaments stériles que l'on retrouve dans diverses structures. Le rôle principal des paraphyses est de protéger les structures fertiles de reproduction sexuée (comme les asques, chez les champignons). 
On retrouve les paraphyses dans l’hyménium de certains champignons, dans les gamétocystes et sporocystes de certaines algues brunes et dans les gamétanges de certaines mousses.

## Chez lesFungi
Chez les champignons (Fungi), les paraphyses se retrouvent notamment chez les ascomycètes (Ascomycota). Les asques (sporocystes des ascomycètes) et les paraphyses forment ce que l'on appelle l'hyménium (surface fertile du champignon).

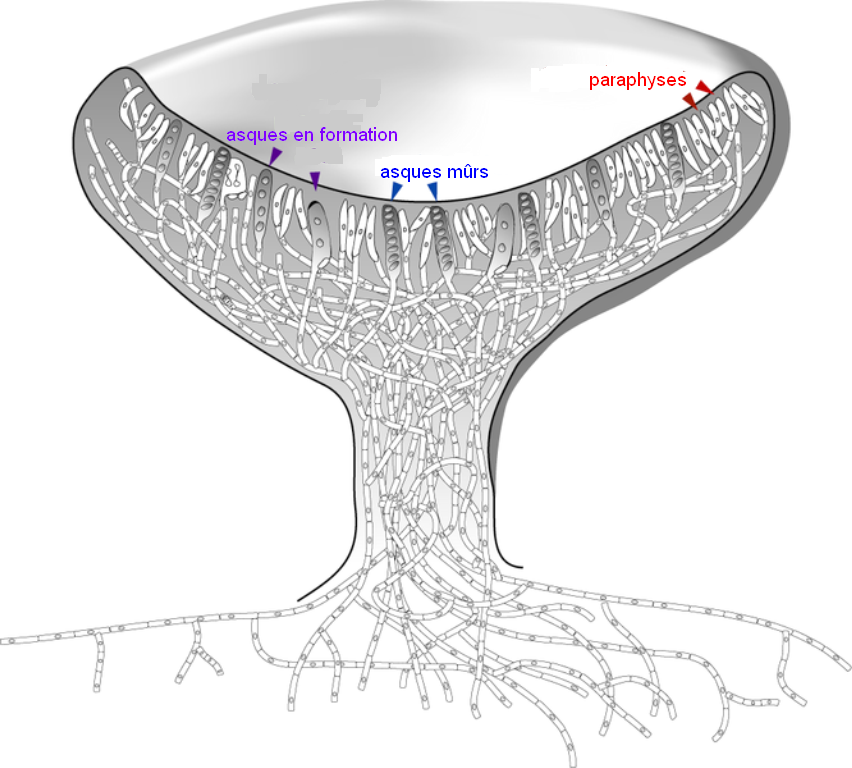
Coupe d'une apothécie avec des asques à différents stades et des paraphyses.

## Chez lesEmbryophyta
Chez les Embryophytes (les plantes terrestres), les paraphyses se retrouvent notamment chez les Bryophytes. Elles ont un rôle de protection physique et de rétention d'eau. 
La corbeille de feuilles femelle (aussi appelée corbeille femelle) est composée des archégones (gamétanges femelles) et des paraphyses (structures stériles). La corbeille de feuilles mâle (aussi appelée corbeille mâle) est composée des anthéridies (gamétanges mâles) et des paraphyses (structures stériles).